# Gerechtslinde

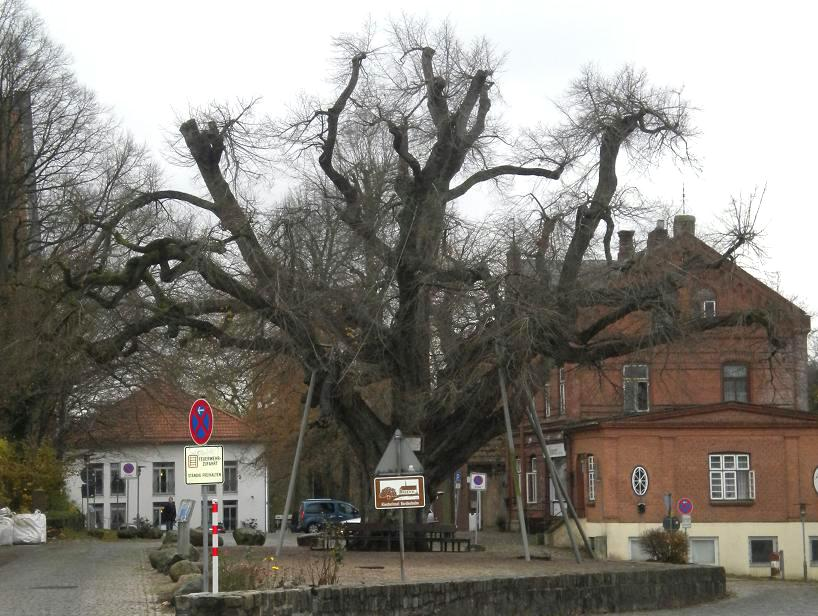
De gerechtslinde bij Bordesholm

De gerechtslinde is een lindeboom waaronder bij de Germanen recht werd gesproken. De boom was meestal centraal in de dorpskern gelegen en werd hier speciaal voor aangeplant.
Bij de Germanen was de linde gewijd aan Freya, de godin van liefde, gerechtigheid, huiselijk geluk en vruchtbaarheid. Daarom werd de linde bij de Germanen de rechts- of dingboom (judicium sub tilia) genoemd. In haar schaduw werd rechtgesproken, vonnissen geveld en vergaderd. 
Dit gebruik kunnen we nog tot in de middeleeuwen terugvinden.